# 龍英州
龍英州是元代邕州太平寨（太平路）所屬的一個羈縻州，其轄地在今廣西省、越南邊境一帶地方，是元代招撫當地土著所設置的州縣，一般由其頭人任州官。